# Logika prawnicza
Logika prawnicza – dyscyplina pomocnicza nauk prawnych, zajmująca się prawniczymi zastosowaniami logiki. W węższym znaczeniu logika prawnicza zajmuje się badaniem schematów rozumowań prawniczych. 
Logika prawnicza zaczęła kształtować się w XX w.. 
W zakres logiki prawniczej wchodzi budowanie poprawnych definicji, klasyfikacji i wnioskowań, prawnicze zastosowanie teorii zdań, teorii nazw, rodzaje rozumowań, a także podstawy erystyki, sztuki przekonywania i dyskusji. We Francji logika prawnicza jest utożsamiana ze schematami wnioskowań dedukcyjnych, w Belgii zaś rozumiana jest jako prawnicze zastosowanie teorii argumentacji (główny przedstawiciel: Chaïm Perelman), a w krajach common law – rozważania dot. rozumowań sędziów w procesie stosowania prawa.
Według Jerzego Wróblewskiego pojęcie logiki prawniczej w prawoznawstwie składa się z trzech podstawowych znaczeń: logiki uzasadniania, logiki heurezy oraz logiki systemowej: Logika uzasadniania obejmuje rozumowania, które uzasadniają decyzje względnie twierdzenia prawnicze. (...) Logika heurezy obejmuje rozumowania, przy pomocy których dochodzi się do określonego typu decyzji lub twierdzeń. (...) Logika systemowa obejmuje powiązania między elementami norm względnie między normami w systemie prawa.
Logika prawnicza wywiera duży wpływ na wykładnię prawa – przede wszystkim na wykładnię gramatyczną i logiczną. Logika odgrywa również dużą rolę w procesie sądowym (Otóż zdarza się czasem, że wykazawszy, iż fałszywa jest racja, na której nasz przeciwnik procesowy opierał swoje twierdzenia będące następstwem, jesteśmy przekonani, że wykazaliśmy fałszywość samego twierdzenia. Zdarza się również, że tłumaczenie traktujemy na równi z dowodzeniem przypisując mu ten sam stopień zasadności, co i dowodzeniu. Znając zasady logiki dalecy byśmy byli od tego rodzaju błędnych mniemań), uzasadnianiu wyroków sądowych, określaniu wiarygodności świadków, pracach i procesie ustawodawczym: Logika uczy sposobów, które należy stosować, jeżeli się chce uniknąć nieporozumień, których źródłem są wspomniane własności niektórych słów. Logika prawnicza jest także składnikiem kultury prawniczej i niezbędnym składnikiem wiedzy prawnika. Duży wpływ na polskie badania związane z logiką prawniczą mieli m.in.: Tadeusz Kotarbiński, Kazimierz Ajdukiewicz, Kazimierz Twardowski, Władysław Tatarkiewicz, Jerzy Kalinowski, Jan Gregorowicz, Jerzy Wróblewski, Andrzej Malinowski, Władysław Wolter, Zygmunt Ziembiński, Tadeusz Widła.  W Polsce znaczącą rolę w powstaniu i badaniach nad logiką prawniczą odegrała szkoła lwowsko-warszawska.
Logika prawnicza jest wykładana na studiach prawniczych w ramach przedmiotu logika praktyczna. Wykłady z logiki prawniczej nie obejmują całej problematyki logicznej, ale tylko niektóre jej zagadnienia szczególnie  pożyteczne i interesujące dla prawników. Jej celem jest wytworzenie umiejętności precyzyjnego formułowania myśli, poprawnego rozumowania, skutecznego działania, prawidłowej argumentacji oraz interpretacji prawa. W ramach logiki praktycznej uczy się również podstaw erystyki i retoryki. 
Często pojęcia logika prawnicza i logika dla prawników są używane zamiennie. Jednak pojęcie logika dla prawników jest definiowane jako część zagadnień logiki ogólnej, które są przydatne w pracy umysłowej prawników i w problematyce, którą się zajmują, więc logika prawnicza jest działem logiki dla prawników. 